# Оглахты
Оглахты (от хак. оғлахтығ: "Оглах" – годовалый дикий козлёнок, "Таг" – гора, что в переводе на русский звучит как гора дикого козлёнка или козлиная гора. Видимо, такое название это место получило из-за обитания косуль.) — низкогорный широтный моноклинальный горный хребет в Хакасии. Характеризуется ярко выраженным куэстовым рельефом. Относительные поднятия 100—150 м.
Протяжённость хребта с юга на север 15 км. На территории Республики Хакасия находится в Боградском районе, южнее села Советская Хакасия, на левом берегу Красноярского вдхр. Хребет расположен на водоразделе малых рек Биджа и Кокса. Сложен осадочными породами нижнего карбона и верхнего девона: песчаниками, алевролитами, туффитами, известняками, доломитами. Северные склоны покрыты берёзовыми лесами, остальные — разными вариантами степей.
Наибольшая высота (580 над у. м.) — гора Оглахты. По местным легендам гора получила название от культурного героя Кокетея во время его погони за маралом.
Большая часть хребта расположена на территории кластерного участка «Оглахты» государственного природного заповедника «Хакасский». Состоит из двух частей, общей площадью 2,6 тыс. га, расположен в одноимённом горном массиве, в Абаканской степи, на берегу Красноярского водохранилища, в 10 км южнее посёлка Советская Хакасия, в 40 км от с. Боград (районный центр). Создан для охраны степных биоценозов, мест произрастания редких и эндемичных видов растений, мест обитания редких видов животных, скального орнитокомплекса, памятников историко-культурного наследия (см. Оглахтинский могильник). 
На участке расположены комплексы курганов различных эпох и средневековая крепость, представляющая собой систему валов длиной до 25 км. Крепости присвоен статус памятника — объекта культурного наследия за номером 1910005000.

## Ландшафт
Рельеф холмисто-увалистый, с куэстообразными кряжами и большим выходом скал. Обширную площадь занимают степи и луга. Вдоль восточной границы участка коренные берега подмыты рекой Енисей. По южной границе выражены два лога: Большой и Малый Абрашкины. Преобладают южные и обыкновенные чернозёмы. Водные источники отсутствуют.

## Флора и фауна
Основная растительность — мелкодерновинные и крупнодерновинные степи и их петрофитные серии, реже луговые степи и остепнённые луга. По северным склонам — берёзовые колки и заросли степных кустарников. Свыше 230 видов высших сосудистых растений, среди которых много редких и эндемичных.
Животный мир типично степной и представляет собой комплекс обитателей открытых пространств, древесно-кустарниковой растительности и скальных обнажений. Отмечено пресмыкающихся 5 видов, птиц — 148, млекопитающих — 44. В охранной зоне (Красноярское вдхр.) — 26 видов рыб. Из редких птиц, занесённых в Красную книгу, на гнездовании отмечены балобан и орел-могильник. Отмечены сапсан, беркут, степной орёл. Широко распространены барсуки. Через территорию пролегает миграционный путь косули сибирской.

## Участок Хакасского заповедника
В 2014 году был открыт новый участок Хакасского заповедника — туристический комплекс «Оглахты». В состав комплекса входит тематический Визит-центр, пешеходный туристический маршрут по лестнице, ведущей к одной из самых больших коллекций петроглифов в Хакасии, расположенной на горе «Сорок зубьев». Возраст петроглифов оценивается в 5000—1000 лет. Некоторые рисунки можно увидеть, поднявшись по лестнице в 960 ступеней. У подножия лестницы находится плита «Шаман-камень» с изображением 34 скифских кинжалов, нескольких колесниц, животных и личины. Общая протяжённость всего пути — 4 км (спуск и подъём).